# Adam Duncan, 1. Viscount Duncan

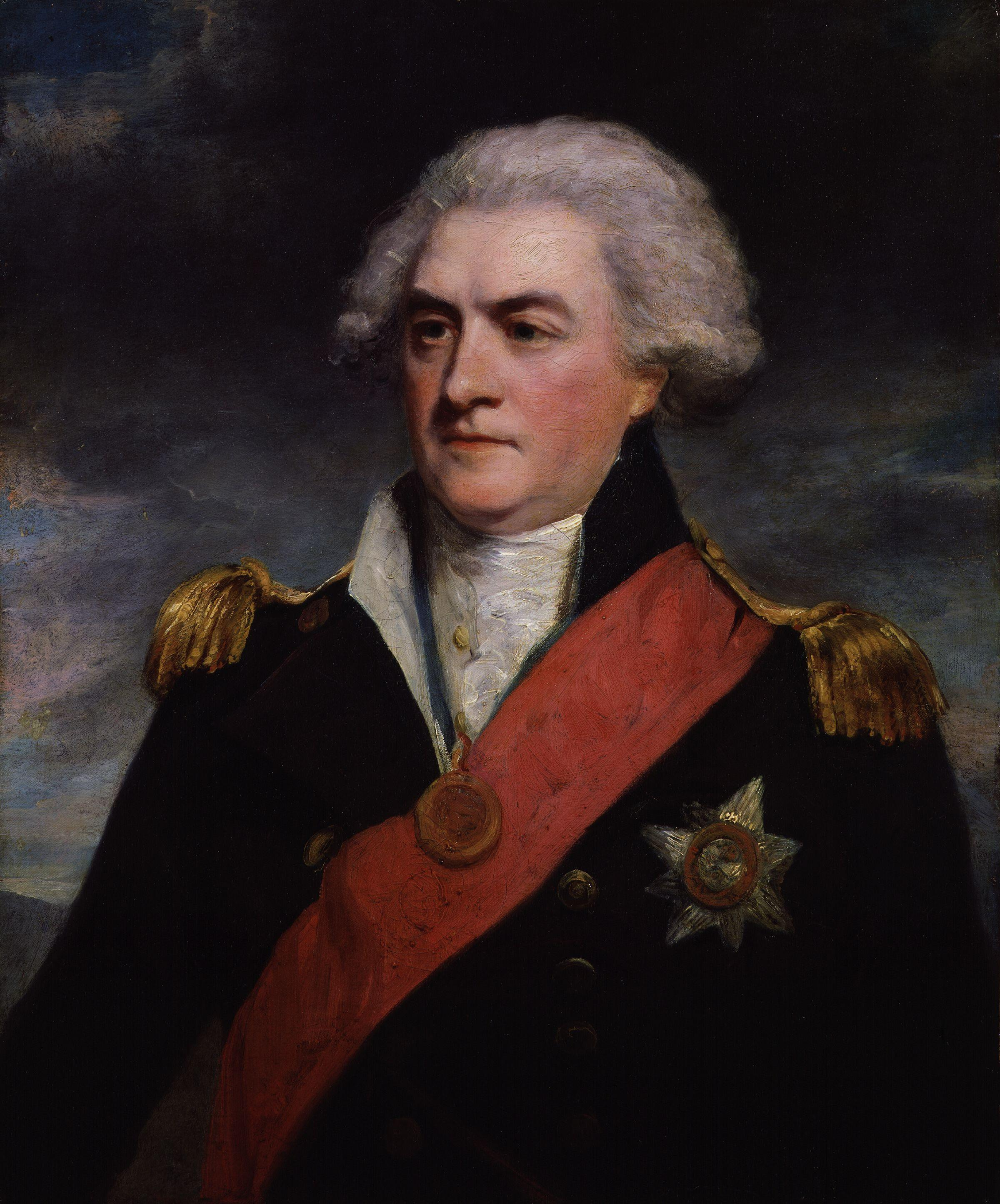
Adam Duncan, 1. Viscount Duncan, um 1798, Porträt von John Hoppner

Adam Duncan, 1. Viscount Duncan (* 1. Juli 1731 in Lundie, Angus, Schottland; † 4. August 1804 in Cornhill-on-Tweed, Northumberland, England) war ein britischer Marineoffizier.
Als Befehlshaber der Nordseeflotte schlug er in der Seeschlacht bei Camperduin (nördlich von Haarlem, Nordholland, engl.: Camperdown) am 11. Oktober 1797 die niederländische Flotte vernichtend. Er erzielte damit einen der bedeutendsten britischen Seesiege des 18. Jahrhunderts und einen der bemerkenswertesten Siege der gesamten Marinegeschichte, ist aber im Schatten der nur wenige Jahre danach erfolgten Siege Nelsons heute in der Öffentlichkeit fast vergessen.

## Leben

### Erste Jahre
Duncan wurde 1731 als zweiter Sohn des Alexander Duncan aus Lundie (in Perthshire) und Helen Haldane, Tochter von John Haldane von Gleneagles, geboren. Sein Vater war Bürgermeister in Dundee und stand 1745 während des Jakobitenaufstandes auf der Seite der Royalisten. Adam trat 1746, etwa im Alter von 15 Jahren, auf der Sloop Trial, unter der Aufsicht seines Cousins mütterlicherseits, Lieutenant Robert Haldane, in den Marinedienst ein. Er blieb bis zum Frieden von 1748 bei seinem Cousin, zunächst auf der Trial, dann auf der Fregatte Shoreham, deren Kapitän Haldane im Februar 1748 wurde.

### Unter Keppel im Siebenjährigen Krieg
Für eine historische Einordnung der in diesem Abschnitt genannten Kampfhandlungen, siehe den Hauptartikel Siebenjähriger Krieg.
1749 wechselte Duncan als Midshipman auf die Centurion, Kommodore The Hon. Augustus Keppels Flaggschiff im Mittelmeer. Keppel nahm sich des jungen Offiziers an und wurde für die nächsten Jahre sein wichtigster Förderer. Als Keppel 1755 General Edward Braddock und seine Truppe nach Nordamerika beförderte, sorgte er dafür, dass Duncan Lieutenant auf der HMS Norwich (50 Geschütze) wurde (10. Januar 1755). Nach der Ankunft in Nordamerika wechselte Duncan wieder auf die Centurion.
Im August 1755 folgte er Keppel auf die Swiftsure und im Januar 1756 auf die Torbay, auf der er bis zu seiner Beförderung zum Commander (21. September 1756) blieb. Auf ihr nahm er an der Eroberung Gorées 1758 und der Blockade von Brest 1759 teil und wurde dann im Oktober 1759 Kommandant der Royal Exchange. Durch diese Versetzung war Duncan an der zwei Wochen darauf stattfindenden Seeschlacht in der Bucht von Quiberon nicht beteiligt, in der die britische Flotte unter Edward Hawke die von Conflans geführten Franzosen schlug.
Die Royal Exchange war ein mitsamt der Besatzung gecharterter Kauffahrer, mit dem Duncan im Konvoidienst segelte. Die Besatzung bestand vornehmlich aus Halbwüchsigen und Ausländern, die kaum Englisch sprachen, und nicht bereit waren, sich der strengen Disziplin der Navy zu unterwerfen. Vermutlich führten die daraus entstehenden Differenzen mit den Eignern dazu, dass das Schiff schon im April 1760 wieder abgemustert wurde. Duncan erhielt zunächst kein weiteres Kommando, bis er am 25. Februar 1761 zum Captain befördert wurde und als Keppels Flaggkapitän auf die HMS Valiant (74 Geschütze) ging. Auf ihr hatte er großen Anteil an der Eroberung der Belle-Île im Juni 1761 und Havannas im August 1762.

### Friedenszeit
Nach dem Friedensschluss im Februar 1763 kehrte Duncan nach Großbritannien zurück und erhielt in der nun folgenden, mehr als ein Jahrzehnt währenden Friedensperiode, – wie so viele Marineoffiziere – trotz wiederholter Gesuche kein Kommando mehr (→ Halbsold). Da er gesundheitlich angeschlagen war, verbrachte er die nächsten drei Jahre meist in Bath und in Cheltenham.
Duncan kehrte nach dem Tod seines Vaters nach Dundee zurück, unterstützte seine verwitwete Schwester bei der Erziehung ihrer drei Kinder und besuchte seine ebenfalls kürzlich verwitwete angeheiratete Tante, Lady Mary Duncan, in Italien. Am 6. Juni 1777 heiratete er die 18 Jahre jüngere Henrietta Dundas (1748/1749–1832), Tochter des Juristen Robert Dundas aus Arniston, Lordpräsident des Court of Session, und Nichte des einflussreichen Politikers Henry Dundas, Lord Advocate von Schottland, später Viscount Melville. Die Ehe wurde trotz des Altersunterschiedes sehr glücklich und brachte viele Kinder hervor, von denen aber nicht alle das Erwachsenenalter erreichten.

### Krieg mit den amerikanischen Kolonien
Der Amerikanische Unabhängigkeitskrieg brachte Duncan endlich die lange ersehnte neue Verwendung, zu der auch die Verbindung mit der einflussreichen Familie Dundas das Ihre beigetragen haben mag. Im Mai 1778 erhielt er das Kommando über die HMS Suffolk (74 Geschütze) in der Kanalflotte unter Admiral Keppel, von der er im Dezember auf die Monarch (ebenfalls 74 Geschütze) wechselte.
Im Januar 1779 nahm er widerstrebend am Militärgerichtsverfahren gegen Keppel, seinen Mentor, teil und versuchte mehrfach, in den Lauf des Verfahrens einzugreifen und es zu Gunsten Keppels zu beeinflussen, der schließlich freigesprochen wurde. Die Admiralität unter Lord Sandwich war deswegen bestrebt, ihn von dem für den April einberufenen Verfahren gegen Sir Hugh Palliser, Sandwichs Günstling und Keppels Gegner, fernzuhalten und sandte die Monarch am Tag, bevor das Gericht zusammentreten sollte, nach St. Helens. Da aber die Besatzung sich weigerte, die Anker zu lichten, bevor sie nicht bezahlt worden war, wurde die Monarch in Portsmouth zurückgehalten, und Duncan nahm, sehr zum Missfallen der Admiralität, auch an diesem Verfahren teil (Considerations on the Principles of Naval Discipline, 1781, p. 106n.).
Für die Hintergründe des Prozesses gegen Keppel siehe den Hauptartikel Augustus Keppel, 1. Viscount Keppel
Während des Sommers 1779 segelte die Monarch mit der Kanalflotte unter Sir Charles Hardy und gehörte im Dezember zum Geschwader von Admiral George Rodney, 1. Baron Rodney, mit dem sie an der Entsetzung Gibraltars teilnahm und bedeutenden Anteil an dem Gefecht vor Kap St. Vincent am 16. Januar 1780 hatte, in dem Rodney das spanische Blockadegeschwader vor Gibraltar besiegte (→ Seeschlacht bei Kap St. Vincent (1780)).
Nach der Rückkehr nach Großbritannien verließ Duncan die Monarch und hatte zunächst kein neues Kommando, bis der Regierungswechsel im März 1782 Keppel als Ersten Lord an die Spitze der Admiralität brachte. Duncan erhielt die HMS Blenheim (90 Geschütze) und kommandierte sie während des Jahres in der Grand Fleet unter Howe. Er nahm an der Entsetzung Gibraltars und dem Treffen mit der vereinten französisch-spanischen Flotte vor Kap Spartel im Oktober teil. Kurz bevor die Blenheim zu den Westindischen Inseln segelte, verließ er das Schiff, übernahm die HMS Foudroyant (84 Geschütze) von Sir John Jervis und kommandierte nach dem Friedensschluss für drei Jahre die HMS Edgar (74 Geschütze), die als Wachschiff vor Portsmouth kreuzte.
Am 24. September 1787 wurde Duncan zum Flaggoffizier (Rear-Admiral of the Blue ) befördert, erhielt aber wegen des Friedens kein Kommando und verbrachte die meiste Zeit in Edinburgh, wo er für seine Familie ein Haus gekauft hatte. Die weiteren Beförderungen erfolgten schnell, Vice-Admiral of the Blue am 1. Februar 1793 und Vice-Admiral of the White am 12. April 1794, aber obwohl 1793 die Feindseligkeiten mit Frankreich ausgebrochen waren (Erste Koalition, → Koalitionskriege), sollte Duncan noch bis zum übernächsten Jahr ohne Verwendung bleiben.

### Blockade der niederländischen Küste und Schlacht vor Kamperduin
Im Februar 1795 wurde Duncan, wohl auf Betreiben von Henry Dundas, zum Oberbefehlshaber der russisch-britischen Flotte in der Nordsee ernannt und am 1. Juni zum Admiral of the Blue befördert. Da sein ursprüngliches Flaggschiff, die HMS Prince George (98 Kanonen), für die Küstengewässer zu viel Tiefgang hatte, hisste er im März seine Flagge auf der HMS Venerable.
Seine Hauptaufgabe während der nächsten zwei Jahre bestand darin, eine stabile Seeblockade vor der niederländischen Küste – die Niederlande waren seit Mai mit Frankreich verbündet – aufrechtzuerhalten, was keine leichte Aufgabe war. Seine Flotte war aus Schiffen verschiedener Rangklassen – erbeuteten Prisenschiffen, umgebauten Indienfahrern und veralteten Kriegsschiffen – zusammengewürfelt und für die abzudeckenden Gewässer eigentlich zu klein. Hinzu kam noch, dass immer wieder Schiffe zu anderen Zwecken abgezogen wurden.
Während dieser Zeit führte Duncan einen regen Briefwechsel mit Lord Spencer, seit 1794 Erster Lord, und hatte häufigen Umgang mit William Pitt, zu dessen Berater in Marinefragen er wurde. Als im Sommer 1795 Sir William Hotham vom Kommando der Mittelmeerflotte abberufen wurde, bot man Duncan die Stelle an. Dieser aber wollte angesichts der niederländischen Flottenrüstung seinen Posten nicht verlassen und schlug stattdessen Sir John Jervis vor, der so die Gelegenheit für seinen Sieg gegen Spanien vor Kap St. Vincent im Februar 1797 erhielt (→ Seeschlacht bei Kap St. Vincent (1797)).

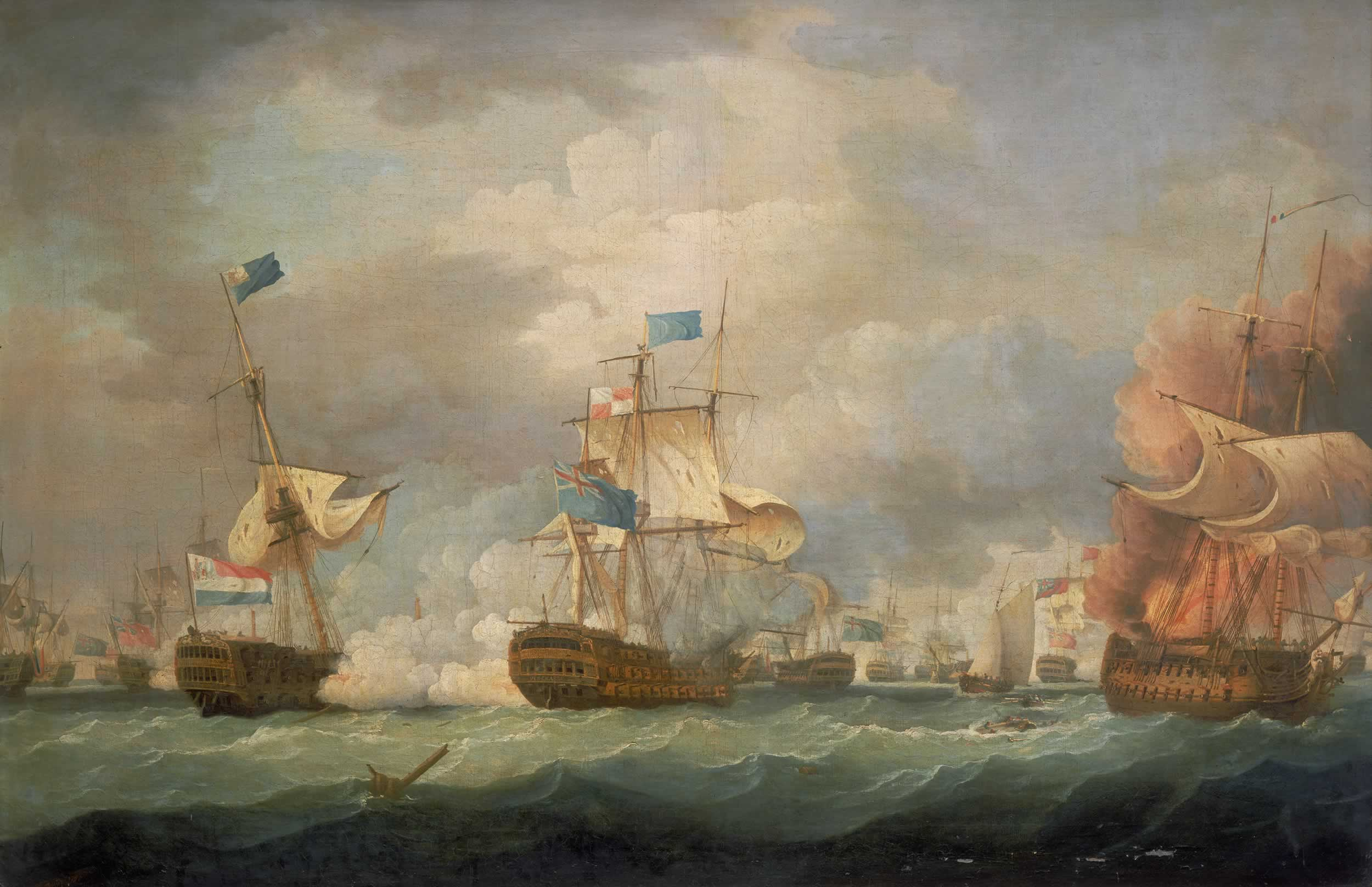
Die Schlacht vor Kamperduin
Thomas Whitcombe, Öl auf Leinwand, 1798
National Maritime Museum, London

Als im Frühjahr 1797 bekannt wurde, dass sich die niederländische Flotte in Texel seefertig machte, spannte sich die Lage gefährlich an, denn die Massenmeuterei der Kanalflotte in Spithead von April bis Mai und des Nore-Geschwaders von Mai bis Juni, die den gesamten in der Themsemündung liegenden Teil der Grand Fleet betraf, hatte auch auf Duncans Nordseeflotte übergegriffen und lähmte sie für mehrere Wochen.
Zwar hielt Duncans persönlicher Einfluss die Mannschaft der HMS Vengeance bei der Stange, aber bis auf eine weitere Ausnahme, die HMS Adamant, weigerten sich alle anderen Schiffe, ihren Ankerplatz vor Yarmouth zu verlassen, und überließen es der Vengeance und der Adamant, weiterhin eine tatsächlich nicht mehr existierende Blockade vorzutäuschen.
Glücklicherweise waren die Niederländer zu dieser Zeit noch nicht seefertig, und als sie es dann schließlich waren – mit 30.000 Soldaten zur Invasion Irlands an Bord – hielt sie ein widriger Westwind und der Tod des designierten Befehlshabers, General Hoche, im Hafen zurück, bis es zu spät im Jahr war, um das Unternehmen noch zu starten. Trotzdem bestand die niederländische Regierung gegen den Willen des Flottenbefehlshabers, Admiral Jan Willem de Winter, darauf, dass die Flotte Anfang Oktober in See stach.
Der Großteil von Duncans Flotte lag zu dieser Zeit zur Proviantaufnahme im Hafen von Yarmouth, während Texel nur durch ein kleines Geschwader unter Captain Henry Trollope auf der HMS Russell observiert wurde. Als Duncan die Nachricht vom Auslaufen der Niederländer erhalten hatte, ließ er sofort Anker lichten und segelte mit einem starken Wind im Rücken zur holländischen Küste.
Er nahm Kurs nach Süden und sichtete den niederländischen Verband (16 Linienschiffe) am Morgen des 11. Oktober, ungefähr sieben Seemeilen vor der Küste zwischen Egmond und Kamperduin. Der Wind blies strikt landeinwärts und obwohl die Niederländer sofort eine nordwärts gerichtete Linie bildeten, war Duncan klar, dass sie schnell in zu seichtes Gewässer geraten würden – wohin die Briten mit ihren schwereren Schiffen nicht hätten folgen können – wenn er nicht unverzüglich angriff. Er erfasste sofort, dass seine Chance darin bestand, den Niederländern den Rückzug abzuschneiden, indem er zwischen ihre Linie und die Küste segelte. Zunächst versuchte er noch, seine Flotte in eine Schlachtordnung zu bringen, erkannte dann aber schnell, dass dazu keine Zeit mehr war und setzte das Signal, die feindliche Schlachtreihe zu durchbrechen und von Lee anzugreifen – darauf vertrauend, dass seine Kapitäne die Lage meistern würden.
„I made the signal to bear up, break the enemy's line, and engage them to leeward, each ship her opponent, by which I got between them and the land, whither they were fast approaching“
Die folgende Schlacht, Schiff gegen Schiff, war lang und blutig, endete aber trotz großer Verluste als kompletter Sieg der Briten. Elf schwer beschädigte holländische Schiffe wurden erobert, darunter de Winters Flaggschiff Vrijheid, die übrigen konnten entkommen; damit war die unmittelbare Bedrohung Großbritanniens durch die niederländische Flotte gebrochen.

### Anerkennung

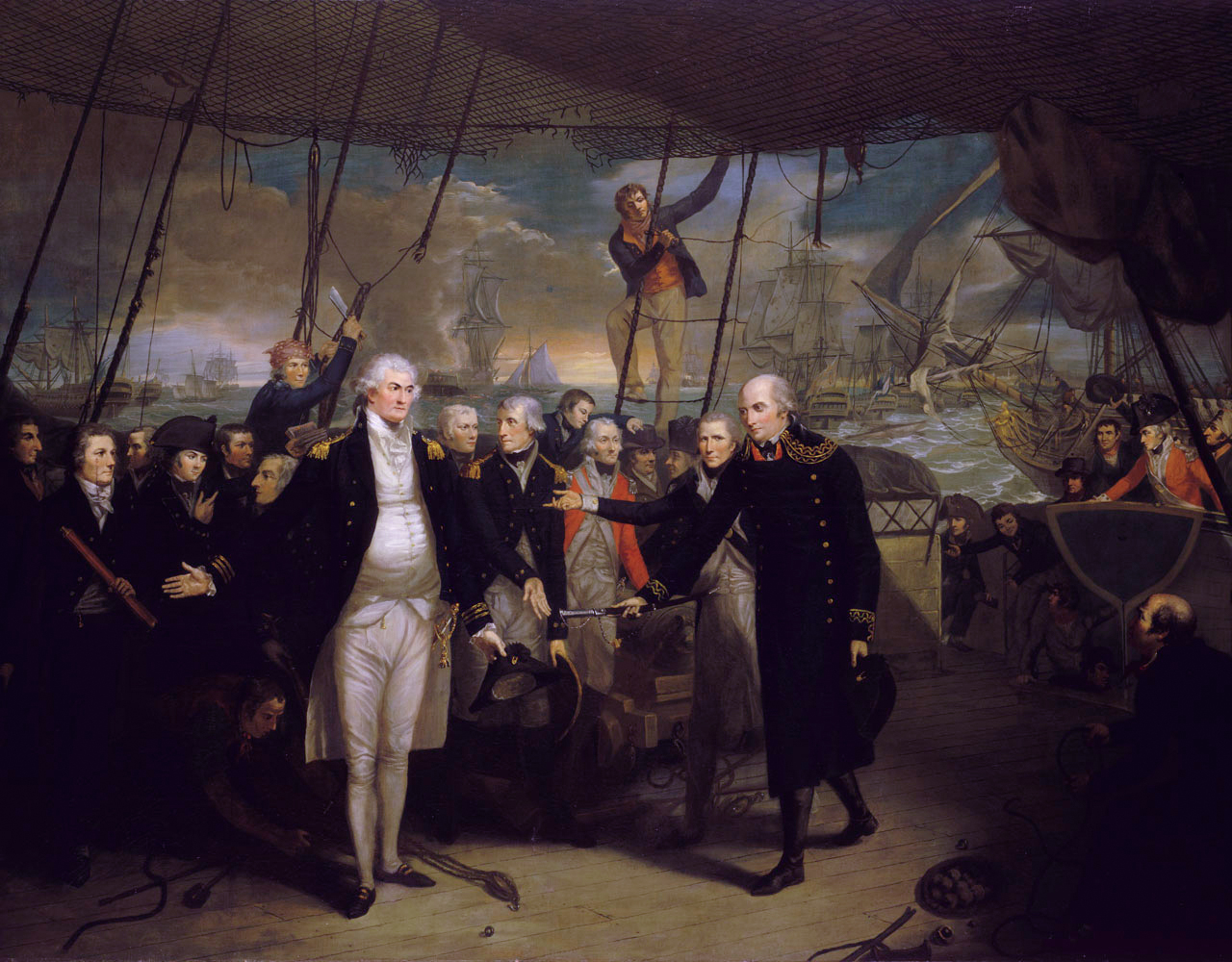
Duncan nimmt die Kapitulation Admiral de Winters entgegen
Daniel Orme, Öl auf Leinwand, 1797
National Maritime Museum, London

Die Siegesnachricht wurde in Großbritannien mit Begeisterung aufgenommen und Duncan als Volksheld gefeiert. Beide Häuser des Parlamentes sprachen ihm ihren Dank aus und am 30. Oktober 1797 wurde er in der Peerage of Great Britain als Viscount Duncan, of Camperdown, und Baron Duncan, of Lundie in the Shire of Perth, geadelt. Duncan erhielt mehrere Ehrengeschenke, darunter vom König einen wertvollen Degen und die Große Goldmedaille, und von der Krone eine jährliche Pension von 3000 Pfund für sich und seine beiden nächsten Erben, die höchste Summe, die bis dahin jemals gewährt worden war. Außerdem wurde er Ehrenbürger mehrerer Städte, darunter Dundee und London. Die öffentliche Meinung war der Ansicht, dass diese Standeserhöhung noch nicht ausreichend sei. Duncans Tante, Lady Mary Duncan, schrieb an den Kriegsminister Henry Dundas:
„Report says my nephew is only made a viscount. Myself is nothing, but the whole nation thinks the least you can do is to give him an English earldom. … Am sure were this properly represented to our good king, who esteems a brave, religious man like himself, would be of my opinion.“
Aber es sollte noch bis 1831 – 27 Jahre nach Duncans Tod – dauern, bis sein ältester Sohn, Robert Dundas Duncan, 2. Viscount Duncan, zum Earl of Camperdown (12. September) erhoben wurde und 1833 seine übrigen Kinder den Rang und die Vorrechte der Kinder eines Earls erhielten.
Der russische Kaiser Paul I. zeichnete Duncan 1797 als Ritter des Orden des Heiligen Alexander Newski aus.
Duncan freundete sich später mit Admiral Jan Willem de Winter an und sorgte dafür, dass dieser, als dessen Frau erkrankte, umgehend nach Holland repatriiert wurde.

### Letzte Jahre und Tod
Duncan wurde im Februar 1799 zum Admiral der Weißen Flagge (Admiral of the White) ernannt. Er blieb bis 1801 im Kommando der Nordseeflotte und leitete noch die Marineoperationen der Den-Helder-Expedition im August 1800.
Als 1803 erneut Feindseligkeiten mit Frankreich ausbrachen, reiste er nach London, um der Regierung seine Dienste anzubieten, wurde aber wegen seines hohen Alters – er war 73 – abgelehnt. Duncan starb, schon länger kränkelnd, am 4. August 1804, in der Herberge The Inn in dem Grenzstädtchen Cornhill-on-Tweed, nahe der schottischen Grenze, in der er auf einer Reise nach Edinburgh abgestiegen war. Er wurde auf dem Friedhof in Dundee beigesetzt.
Duncan hinterließ seine Frau Henrietta, zwei Söhne und vier Töchter. Sein ältester überlebender Sohn folgte ihm in der Viscount-Würde, sein zweiter Sohn, Henry, starb 1835 als Kapitän und Ritter des Royal Guelphic Order. Sein Enkel Adam Haldane-Duncan, 2. Earl of Camperdown, (* 25. März 1812; † 30. Januar 1867) wurde 1841 liberales Mitglied des Parlaments und war von 1855 bis 1858 Lord des Schatzamtes. Die Earlswürde erlosch mit dem Tod des vierten Earls 1933.
Mehrere Schiffe der Royal Navy trugen den Namen HMS Duncan.

## Trivia
Duncan war auch der Mentor von Horatio Nelson, der eine Miniatur Duncans in seiner Kabine aufbewahrte, wenn er sich auf See aufhielt. Die Miniatur kann in der ständigen Ausstellung im National War Museum in Edinburgh besichtigt werden, die Adam Duncan gewidmet ist.